# 로제스
로제스(Rozes, 1993년 4월 14일 ~ )는 미국의 싱어송라이터이다. DJ 듀오 체인스모커스의 곡 "Roses"의 피쳐링을 맡아 이름을 알렸다.

## 음반 목록

### EP
- Burn Wild (2016)